# سيرغي ناتانوفيتش بيرنشتين
سيرغي ناتانوفيتش بيرنشتين ( بالروسية Сергей Натанович Бернштейн ) من مواليد 5 مارس 1880 بأوديسا بأوكرانيا هو عالم رياضيات أوكراني وروسي من أصل يهودي. عُرف بفضل مساهماته في المعادلات التفاضلية الجزئية والهندسة التفاضلية ونظرية الاحتمال ونظرية التقريب.
درس بباريس ما بين 1899 و1904 بجامعة السوربون وبالمدرسة العليا للكهرباء، تحصل على درجة دكتور سنة 1904.
أعاد دراسته الجامعية بروسيا للحصول على شهادات تسمح له بالتدريس، وبدأ التدريس بجامعة خاركوف بأوكرانيا، وحصل على درجة دكتور سنة 1913.
انتقل بعدها للتدريس في كل من لينينغراد وموسكو. توفي في السادس و العشرين من أكتوبر 1968.

## عمله

### المعادلات التفاضلية الجزئية
تضمنت رسالة سيرغي بيرنشتين للدكتوراة، والتي نوقشت في عام 1904 في جامعة الصوربون، حلا لمسألة هيلبيرت التاسعة عشر.

### نظرية الاحتمالات
انظر إلى قياس (رياضيات) وإلى أندريه كولموغوروف.
في عام 1920، عمل على طريقة تمكن من البرهان على مبرهنة النهاية المركزية مطبقةً على مجاميع متغيرات عشوائية مرتبطات فيما بينهن.

### نظرية التقريبات
من خلال عمله على متعددة الحدود لبيرنشتاين، وضع أسس نظرية الدوال الإنشائية. يتعلق الأمر بدراسة الارتباط بين خصائص نعومة الدوال من جهة، وإمكانية الاقتراب منهن بواسطة متعددات للحدود، من جهة أخرى. بشكل خاص، حل مبرهنة التقريب لفايرشتراس. تشكل متعددات الحدود لبيرشتاين الأساس الرياضياتي لمنحنيات بيزييه، التي صارت فيما بعد مهمة في تقنيات الرسم بالحاسوب.